# Euploea pasina
Euploea pasina är en fjärilsart som beskrevs av Hans Fruhstorfer 1906. Euploea pasina ingår i släktet Euploea och familjen praktfjärilar. Inga underarter finns listade i Catalogue of Life.